# Louis Friant
Louis Friant (Morlancourt, 18 settembre 1758 – Seraincourt, 24 giugno 1829) è stato un generale francese.
Fu Conte dell'Impero e Pari di Francia.
Era figlio di Pierre Friant e di Margherita Quequet

## Biografia
Il padre era un modesto ceraio ed egli era destinato alla medesima professione, tanto che fu posto all'apprendistato ad Amiens, ma la vista delle esercitazioni militari gli rivelò la sua vera vocazione. Nel 1781 partì per Parigi ove si arruolò nella Guardia di Francia.

### Le guerre della Rivoluzione francese
Lasciò il servizio nella Guardia francese nel 1787 per riprenderlo poi due anni dopo nella Guardia Nazionale di Parigi. Partì con l'Armata della Mosella e il suo battaglione lo elesse tenente colonnello. Partecipò alla battaglia di Arlon, all'assedio di Charleroi ed alla Battaglia di Fleurus. Notato dal generale Schérer, ne divenne Capo di Stato Maggiore nel luglio del 1794. Il 3 agosto dello stesso anno fu promosso generale di brigata nell'Armata della Sambre e Meuse. Prestò quindi servizio sotto Kléber, che gli affidò 12.000 uomini per assediare Maastricht. Collaborò alla conquista della città di Lussemburgo e il generale Jourdan gli affidò il comando della provincia del Lussemburgo nel giugno 1795. Dopo numerose azioni importanti sul Reno, prestò servizio in Italia sotto il generale Bernadotte nel 1796. Fu combattente intrepido nel passaggio del Tagliamento e nella conquista di Gradisca d'Isonzo, il 19 marzo 1797.
Partecipò alla Campagna d'Egitto e comandò una divisione del generale Desaix, mettendosi in luce nelle battaglie delle Piramidi e di Sédimane Samanhoud e fu parimenti vincitore ad Aboumanali nel febbraio 1800. Il 4 settembre 1799 fu nominato generale di divisione e partecipò alle ultime operazioni militari sul delta del Nilo, rientrando poi in Francia alla fine del 1801.

### Generale dell'Impero
A partire dal 1803, comandò una delle tre divisioni del maresciallo dell'Impero Davout. Nel 1805 fu insignito della Grand'Aquila della Legion d'Onore, si distinse nella battaglia di Austerlitz, nel corso della quale tre cavalli caddero uccisi sotto di lui e giungendo per primo sostenne lo sforzo contro l'attacco nemico, il che consentì ai francesi la vittoria.
Partecipò quindi alle battaglie di Auerstädt, Golymin ed Eylau, rimanendo ferito in quest'ultima. 
Nel 1808 divenne Conte dell'Impero. Partecipò il 22 aprile 1809 alla battaglia di Eckmühl; fu quindi a Ratisbona e partecipò alle battaglie di Essling e Wagram, ove fu sfiorato da un colpo di obice prendendo d'assalto la torre di Neusiedl.
Nella campagna di Russia comandò una divisione del I corpo d'Armata, che contribuì alla conquista di Smolensk, ove rimase ferito il 17 agosto 1812. S'impadronì del villaggio di Semionovskoïe il giorno della battaglia di Borodino (7 settembre 1812) e distrusse una colonna russa. Ricevette il titolo assai ambito di colonnello comandante del I Reggimento Granatieri a piedi della Vecchia Guardia. Le sue ferite lo costrinsero all'inazione fino al mese di agosto del 1813.
Dal 1813 assunse il comando della 4ª divisione della Nuova guardia dell'Imperatore, durante la Campagna di Germania partecipò alle battaglie di Dresda e di Hanau, facendosi poi particolarmente notare a Champaubert (1814).

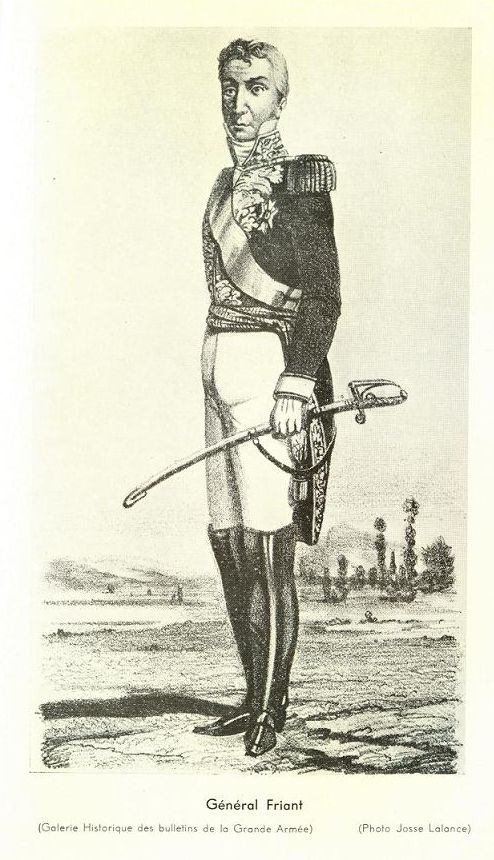
Il generale Friant.

### Restaurazione e Cento Giorni
Fu confermato nella guardia del re durante la Prima restaurazione. Luigi XVIII lo insignì del titolo di Cavaliere dell'Ordine di San Luigi il 1º giugno del 1814. Tuttavia egli fu uno dei primi a schierarsi nuovamente con Napoleone, quando questi rientrò in Francia dall'isola d'Elba. Napoleone lo fece Pari di Francia il 2 giugno. Nel 1815 prese parte alla battaglia di Waterloo alla testa della 1ª Divisione di fanteria della Vecchia Guardia, battendosi fino alla fine. Raccolto ferito sul campo di battaglia, fu trasportato nella medesima carrozza dell'imperatore.
Luigi XVIII lo mise definitivamente in pensione dopo ventitré anni di servizio. Morì il 24 giugno 1829 nel castello di Gaillonnet à Seraincourt.
Il suo nome è scritto sul pilastro nord, colonna 08 dell'Arco di Trionfo di Parigi.

## Matrimoni e discendenza
Il 22 marzo 1804 sposò in seconde nozze Luisa Carlotta Leclerc, sorella del defunto generale Charles Victoire Emmanuel Leclerc, già sposo di Paolina Bonaparte, diventando così cognato della stessa e del maresciallo Davout (quest'ultimo aveva sposato Aimée, sorella di Leclerc). Da questo matrimonio nacquero più figli. Il primo fu
- conte Jean-François Friant, generale, aiutante di campo di Luigi Filippo di Francia e comandante della Guardia nazionale.